# BBS2
BBS2‏ (Bardet-Biedl syndrome 2) هوَ بروتين يُشَفر بواسطة جين BBS2 في الإنسان.